# بوشعیب زروال
بوشعیب زروال (انگلیسی: Bouchaib Zeroual؛ زادهٔ ۱۹۱۷) تیرانداز اهل مراکش بود. وی در بازی‌های المپیک تابستانی ۱۹۶۰ شرکت کرده‌است.